# Baghramyan (Armavir)
Baghramyan (in armeno Բաղրամյան?) è un comune dell'Armenia di 1 116 abitanti (2008) della provincia di Armavir. La città fondata nel 1983 prende nome dal maresciallo sovietico Ovanes Chačaturovič Bagramjan.